# 血色湘西 (电视剧)
《血色湘西》，改编自黄晖的长篇小说《血色湘西》，中国大陆抗战剧，导演龚若飞，主演李桓、白静、刘敏涛、张光北、周成海、高梓淇，曲亮鹏。

## 剧情
该剧讲述了湘西地区儿女在1939年至1945年间中国抗日战争中保卫家园的故事。

## 演出
| 演员     | 角色         | 备注                                                         |
| 李桓     | 石三怒       |                                                              |
| 白静     | 田穗穗       |                                                              |
| 张光北   | 锁云超       | 国民党麻溪铺驻军师长                                         |
| 刘敏涛   | 童莲         | 中国共产党党员                                               |
| 高梓淇   | 龙耀武       | 腿部残疾坐轮椅，后在龙宅被日本兵凌辱，愤而拿起火铳枪抗日牺牲 |
| 蔺达诺   | 龙耀文       |                                                              |
| 胡玺龙   | 龙太爷       |                                                              |
| 宋雨霏   | 瞿月月       | 瞿先生独生女，和龙耀武一起在龙宅抗日牺牲                     |
| 王劲松   | 瞿先生       | 清溪书院教书先生，怒斥日本侵略者，被日军杀害                 |
| 三浦研一 | 日军关山大佐 | 军官冢口的上司                                               |
| 曲亮鹏   | 日军冢口中佐 |                                                              |
| 周成海   | 周沉海       | 日军冢口中佐的日语翻译官                                     |

## 曲目
| 曲序 | 曲目                         | 歌手   |
| ---- | ---------------------------- | ------ |
| 1.   | 《郎上坡，姐上坡》（主题曲） | 王琴   |
| 2.   | 《高山有好水》（片尾曲）     | 徐千雅 |